# Digerdöden i Mellanöstern

Engelskspråkig karta över pestens utbredning (1345-1353).

Digerdöden i Mellanöstern  ägde rum 1347–1349. Den mesta information om digerdöden i Mellanöstern skildrar den i mamluksultanatet i Egypten och i Syrien, samt i mindre del Nordafrika och den södra (moriska) pyreneiska halvön, medan information om Iran och den arabiska halvön är bristfällig.   Digerdöden i Kairo tillhörde de största demografiska katastroferna under digerdöden.

## Bakgrund
I Europa spreds det vid denna tid många välkända berättelser om hur digerdöden härjade i "Östern", som gick ut på att farsoten kommit från det hållet och blev värre ju längre österut man kom; västerländska krönikörer som Gabriele de' Mussis föreställde sig att ormar och paddor regnade ned från himlen i Kina och sprutade in gift i människorna, att blod och eld regnade från himmeln i Indien vars städer förstördes av jordbävningar, och att dödstalen i Mellanöstern nådde enorma fantasisiffror på 480.000 på tre månader i "Babylon".
I verkligheten såg digerdöden inte mycket annorlunda ut än i Europa vare sig i frågan om intensitet eller påföljande effekter, då den i både Europa och Mellanöstern medverkade till en nedgångsperiod på många områden.  
Huruvida digerdöden alls förekom i Indien är föremål för debatt. Delhisultanatets härskare Muhammad ibn Tughluq hade många centralasiatiska soldater i sin armé, och 1334-1335, under ett fälttåg i Sydindien, avbröts plötsligt kriget när en stor sjukdom utbröt i hans armé, och då han återvände till Delhi fanns endast en tredjedel kvar; det är okänt om denna epidemi var samma sjukdom som digerdöden, men den nämns i sammanhanget och det är ett faktum att Delhisultanatet krympte betydligt strax efter.

## Förlopp
Ibn Khaldun (1332-1406) beskriver digerdöden som en enorm katastrof i både öst och väst, som avfolkade byar och städer i sin väg, försvagade stammar och dynastier, ödelade civilisationen och fick riken att försvinna och slutligen åstadkom en "ny skapelse och en ny värld".

## Mamluksultanatet

### Nedre Egypten
Digerdöden nådde Egypten via fartyg som lade till i Alexandria hösten 1347. Under våren 1348 spred den sig sedan över Nedre Egypten och nådde sin kulmen mellan oktober 1348 och januari 1349, varefter den ebbade ut. Pesten i Alexandria är sämre dokumenterade än i Kairo men anses ha medverkat till stadens nedgång efter denna tid. Därifrån spred den sig österut mot provinsen Buhayrah, där myndigheterna inte kunde samla in distriktets skatter på grund av alla döda.
Medan pesten spred sig österut längs kusten övergavs trädgårdarna och konstbevattningssystemen längs kusten när både människor och deras djur dog. Arabiska källor påstår att fiskare i Damietta drog upp fiskar med pestbölder, men om detta stämmer är obekräftat, och skildringen beror möjligen på den allmänna tron att pesten drabbade allt levande.
Smittans spridning skapade en panik där landsbygdens innevånare flydde till städerna medan stadsborna flydde ut på landet. Provinsen Sharqyiah mellan Kairo och Alexandria lämnade ingen skörd detta år eftersom dess innevånare antingen dog eller flydde under juni. I Bilbais norr om Kairo staplades liken upp mot moskéns vägg och åts av hundar tills även hundarna avled.

### Kairo
I september 1348 nådde pesten Kairo, som vid denna tidpunkt var större än alla andra städer i Europa, Medelhavsområdet och Mellanöstern. När smittan bröt ut flydde den regerande sultanen An-Nasir Hasan till sitt residens Siryaqus på landet utanför staden, där han kvarblev från 25 september till 22 december medan pesten ägde rum i Kairo.
Liken blev snart så många att likbårarna tog slut och kropparna fick bäras bort på plankor och korgar, gravplatserna tog slut och myndigheterna fick ordna massgravar utanför staden. De som engagerades för att bära lik i begravningsprocessioner och recitera böner krävde allt högre betalning, samtidigt som åskådarna flydde från begravningsprocessionerna.  Liksom i Europa ordnades offentliga böneprocessioner med läsning av religiösa texter. Samtida krönikörer hävdar att dödstalen bland mamluksoldaterna var särskilt högt: i verkligheten torde det inte ha varit högre än för andra kategorier, men det märktes tydligt eftersom de var en minoritet och representerade ordningsmakten, och de evakuerade inte utan stannade i Kairo under pesten för att inte förlora kontrollen över staden.
Digerdöden i Kairo resulterade i 200.000 personers eller en tredjedel av stadens innevånare.  Befolkningsminskningen var synbar: arabiska krönikörer under 1400-talet påpekade hur Kairo hade förfallit, och hur många av stadens kvarter, bland dem den förut folkrika förstaden Fustat, förvandlats till folktomma ruinområden.  Av de koptiska kloster som fanns i öknen nordväst om Kairo, återstod bara sju av de omkring etthundra som hade funnits förut.

### Övre Egypten
I början av 1349 nådde pesten Övre Egypten, där härjningar ska ha varit ännu värre. I regionen kring Asuyt fanns det före digerdöden i genomsnitt ett skatteunderlag på 6000 individer, och efter digerdöden återstod 116. Alla saknade behöver dock inte ha dött: digerdöden ledde till en avfolkning av landsbygden då bönderna, som flytt från smittan till städerna, inte ville vända tillbaka för att leva under godsägarna, och det rapporteras att hela 40 landbyggdsmoskér i Övre Egypten hade blivit överflödiga på grund av avfolkningen.  De bönder som flytt till städerna hamnade dock i en ny form av fara, då de spannmålsmagasin som moskéerna använde för att dela ut mat till de fattiga blev pesthärdar då de drog till sig råttor och loppor, och människors flykt spred smittan vidare.

#### Efterspel
I likhet med utvecklingen i Europa, hamnade även Egypten i en kris under senmedeltiden, då böldpesten också här återkom åtskilliga gånger under de följande seklen (58 gånger tiden 1347-1517), och befolkningsminskningen gjorde att skatteintäkterna krympte och konstbevattningsanläggningarna övergavs.  I likhet med utvecklingen i Västeuropa steg dock samtidigt lönerna för hantverkare och arbetare på grund av bristen på arbetskraft.

### Syrien och Palestina
Digerdöden spred sig från Egypten till Palestina, där Gaza drabbades under april och maj 1348. Stadsbor flydde ut på landet - Gazas guvernör flydde till byn Budaarsh - och enligt krönikören Al-Maqrizi plundrades stadsbornas tomma hus av tjuvar, som dock sedan själva föll döda ned.  På landsbygden ska bönder ha fallit döda ned mitt ute i plöjningen, och i Jinin öster om Jordan påstås endast en enda gammal kvinna ha överlevt.
Sommaren 1348 hade pesten drabbat Damaskus, där böneprocessioner och fastekampanjer ordnades för att hindra smittan.  Både muslimer, kristna och samariter uppges ha deltagit tillsammans i bönetågen för att vädja till Gud att hejda farsoten.  De döda uppgick snart till så många tusental att begravningar ett tag inte kunde organiseras och liken fick ligga i trädgårdar, på gatorna och staplas så högt i Umayyadmoskén att inga fler fick plats; den 31 oktober 1348 räknade ibn Abi Hajalah till 263 lik staplade i moskén.  Digerdöden i Aleppo utbröt i oktober och skildras av krönikören Ibn-al Wadi, som själv avled i den. När digerdöden nådde Antiochia ska en stor del av stadens innevånare ha flytt från staden norrut, men ett tag därefter ska deras hästar ha återvänt utan ryttare, och senare återfanns flyktingarna döda på flyktvägen från staden.
Krönikören Ibn Battuta befann sig i Aleppo i juni 1348 då han fick höra att pesten nått Gaza, och avreste då ditåt för att se. Han passerade Homs, där smittan redan utbrutit, och bevittnade böneprocessionerna i Damaskus och nådde sedan fram till Jerusalem, där pesten tydligen nyss hade passerat, och nästan alla av de bekanta han kände i staden hade avlidit.  I Europa nämns att flera skepp vid denna tid drev omkring i medelhavet med enbart döda ombord, både kristna och muslimska.
Avfolkningen var märkbar länge efteråt. År 1434 beskrev resenären Betrandon de la Broquiere stora områden vid Hama och Antiochia i Syrien som avfolkade, och venetianska sändebud i Syrien under 1400-talet rapporterade hem om ett delvis ödelagt jordbruk.

## Nordafrika
Nordafrika var vid denna tid en orolig region redan före digerdöden, på grund av den pågående expansionen av mariniderna i Marocko, och i april 1348 hade mariniderhärskaren Abu al-Hasan besegrats av nomadstammar nära Kairouan och tvingats dra sig tillbaka till Tunis. Det är inte känt hur smittan kom dit, men den har tillskrivits arméns förflyttning under den militära konflikten.  I juni omvittnas digerdöden i Tunis, där tusen personer ska ha avlidit samma månad.  När mariniderarmén återvände till Fez i Marocko från Tunis ska de ha fört med sig smittan på vägen ända bort till Atlantens kust.  Ibn al-Khatib försökte visa att isolering hjälpte mot smittan, och gav som exempel att beduinerna i Nordafrika klarade sig lindring därför att de levde isolerade i öknen.

## Allmänt
Enligt samtida muslimska teologer, var pesten inte ett problem i religiöst hänseende: om en icke-muslim drabbades av pest var det att betrakta som en Guds straffdom, men om en muslim drabbades, var det däremot ett tecken på att Gud ville belöna den trogne genom en martyrdöd.  Därmed var det inte nödvändigt att vidta åtgärder mot smittorisken, vare sig att isolera de sjuka eller fly från smittan, eftersom pesten var en Guds gåva: istället rekommenderades att möta den med botgöring och bön.  Denna syn var den offentligt accepterade attityden mot pesten.  I praktiken förekom det att döma av krönikorna individer som såg det som en Guds straffdom snarare än som en gåva: Ibn-al-Wardi sade öppet att pesten var en Guds straff för muslimernas synder.  Det fanns också personer som Ibn al-Khatib, som menade att man kunde undgå sjukdomen genom isolation och karantän, men han anklagades då för kätteri.